# 「C」
「「C」」（シー）は、中山美穂のデビューシングル。1985年6月21日にキングレコードからリリースされた。規格品番は、EP: K7S-10031、8cmCDS:KIDS-91。

## 概要
表題曲は本人主演のTBS系ドラマ『夏・体験物語』主題歌。この曲で第27回日本レコード大賞最優秀新人賞を受賞し、また第23回ゴールデン・アロー賞最優秀新人賞も受賞した。また、TBS系『ザ・ベストテン』（今週のスポットライト）、日本テレビ系『ザ・トップテン』（話題曲コーナー）、フジテレビ系『夜のヒットスタジオ』等多くの音楽番組に出演した。
タイトル「C」の意味は、フジテレビNEXTで2022年12月15日に放送された『しおこうじのお台場フォーク村139夜』にて作詞者の松本隆によって ″CLOSE″ の ″C″ である事が明言されている。
作詞の松本は中山のデビュードラマを見て作詞を志願し、中山と同期の新人でもある本田美奈子のレコーディングに加わっていた作曲の筒美京平の元へ赴き、自ら作曲を依頼した。松本が中山側へコンタクトを取った時には既に中山の歌手デビューの話は決まっており、当初デビュー曲の作曲家は林哲司の予定だったが変更となった。尚、林はカップリングの「スピード・ウェイ」の作曲を手がけている。編曲の萩田光雄は自身の編曲作品の中で、同曲は最高の出来と評している。
初回プレス版EPはイエロークリア盤のピクチャーレーベルとなっており、ジャケットには「『夏・体験物語』主題歌」の表記が無い。ジャケットでは当時ドラマ『毎度おさわがせします』での役柄で付いていた不良少女のイメージを払拭する為に、水色と白の服にピンクのバックで爽やかさと可愛らしさを演出した。(当時のプロデューサー談)
本作の2か月後には同タイトルのファーストアルバム『「C」』も発売された。
後に8cmCD化（KIDS-91）され、「C」と2ndシングル「生意気」とそれぞれのカラオケを収録。
22枚目のアルバム『Neuf Neuf』には新録セルフカバーが収録された。

## 収録曲
1. 「C」
作詞: 松本隆 / 作曲: 筒美京平 / 編曲: 萩田光雄
2. スピード・ウェイ
作詞: 松本隆 / 作曲: 林哲司 / 編曲: 萩田光雄

## 収録アルバム
- 「C」
  - 「C」
  - VIRGIN FLIGHT '86 中山美穂ファースト・コンサート - ライブ音源
  - COLLECTION - Album Version
  - Dramatic Songs
  - Pure White Live '94（限定盤） - ライブ音源（シングルメドレー）
  - Complete SINGLES BOX
  - THE HIT MAKER -筒美京平の世界- - 作曲家活動40周年記念CD-BOX
  - 中山美穂 パーフェクト・ベスト
  - 筒美京平 GOLDEN HISTORY〜WAKU WAKUさせて〜（オムニバスアルバム）
  - 中山美穂 パーフェクト・ベスト2 - Album Version
  - 30th Anniversary THE PERFECT SINGLES BOX - Single Version、Album Version、オリジナル・カラオケ
  - All Time Best

- スピード・ウェイ
  - 「C」 - Album Version
  - Complete SINGLES BOX
  - 30th Anniversary THE PERFECT SINGLES BOX - Single Version、Album Version、オリジナル・カラオケ